# Hosejn Radžabján
Hosejn Radžabján (persky حسین رجبیان‎, * 5. července 1984 Sárí) je íránský filmový režisér, fotograf a scenárista a také íránský politický vězeň. Amnesty International ho považuje za vězně svědomí.

## Uvěznění a soud
V říjnu 2013 byl v Íránu uvězněn. Následně ho v roce 2015 soud shledal vinným z urážky islámu, šíření protirežimní propagandy a nelegálních audiovizuálních aktivit a potrestal několika lety vězení. Odvolací soud mu později udělil tříletý trest ve vězení a pokutu 6 600 dolarů. Podle organizace Freemuse proti trestu protestovalo 170 íránských hudebníků, filmařů, spisovatelů a lidskoprávních aktivistů.